# Val (Golada)
Val[cita requerida] (oficialmente Santa María de Val de Sangorza) es una parroquia española del municipio de Golada, perteneciente a la provincia de Pontevedra, en la comunidad autónoma de Galicia. En 2022, tenía empadronados setenta habitantes.